# Sutter (Californie)
Pour les articles homonymes, voir Sutter.
Sutter est une census-designated place (CDP) du comté de Sutter dans l'État américain de Californie. Elle compte environ 2 900 habitants.

## Démographie
| 2000  | 2010  | - | - | - | - |
| ----- | ----- | - | - | - | - |
| 2 885 | 2 904 | - | - | - | - |